# 27 avril 1998
Le lundi 27 avril 1998 est le 117e jour de l'année 1998.

## Naissances
- Jakob Egholm, coureur cycliste danois

## Décès
- Carlos Castaneda (né le 25 décembre 1925), écrivain américain
- Dominique Aury (née le 23 septembre 1907), écrivain française
- John Bassett (né le 25 août 1915), personnalité politique canadienne
- Liu Chi-hsiang (né le 3 février 1910), peintre taïwanais
- Nguyễn Văn Linh (né le  1er juillet 1915), homme politique vietnamien

## Événements
- Découverte des astéroïdes : (11709) Eudoxe, (12513) Niven, (19462) Ulissedini, 31323 Lysá hora et 31324 Jiřímrázek
- Sortie de l'album Mezzanine du groupe Massive Attack avec la chanson Teardrop
- Création du parti démocrate du Japon